# Coptocercus biguttatus
Coptocercus biguttatus là một loài bọ cánh cứng trong họ Cerambycidae.